# Christopher Sutton

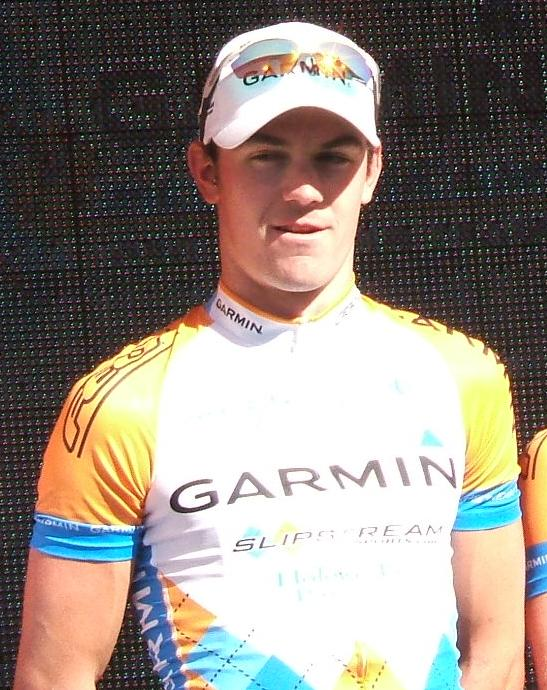
Christopher Sutton (2009)

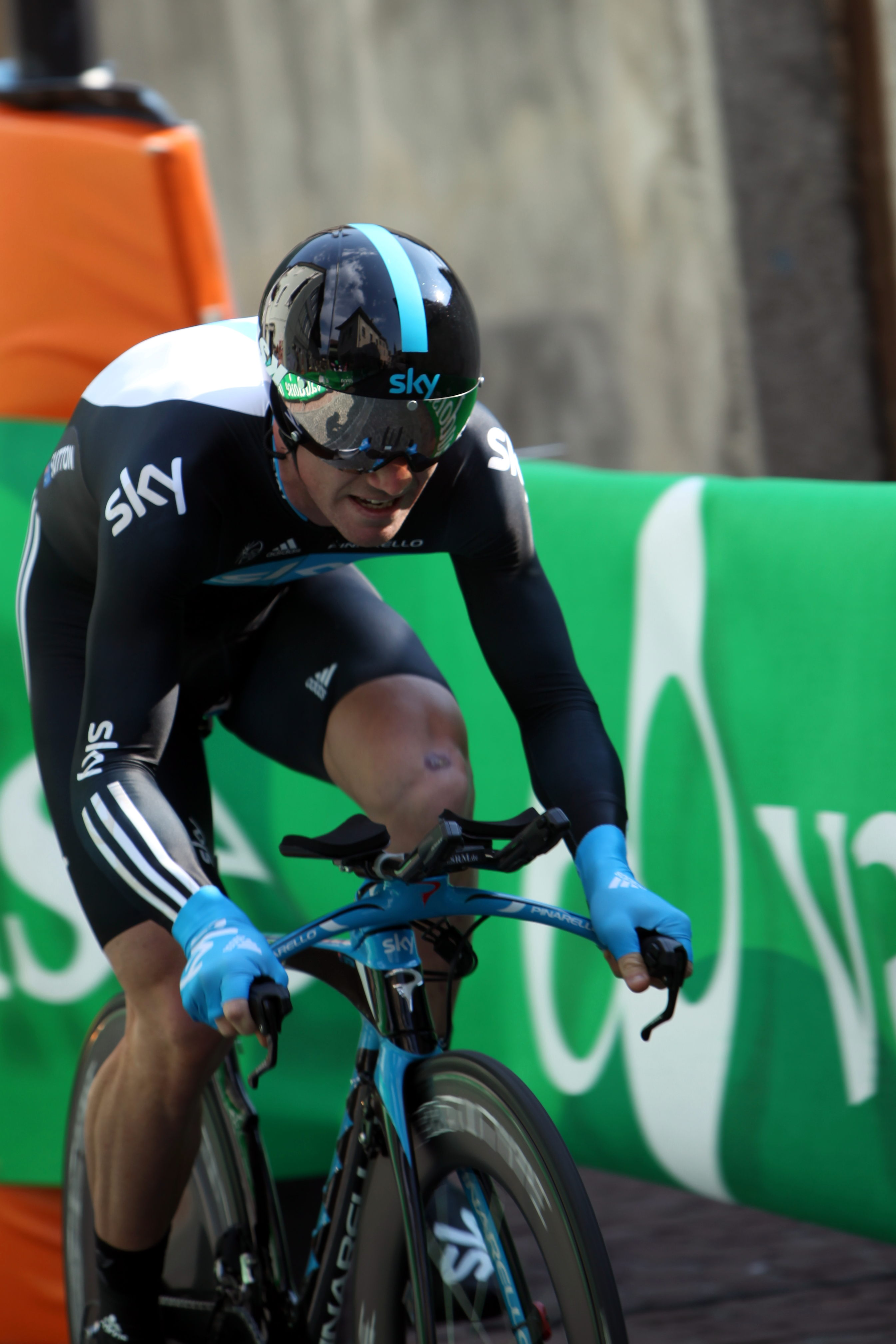
Christopher Sutton bei der Tour de Romandie 2011

Christopher „Chris“ Sutton (* 10. September 1984) ist ein ehemaliger australischer Radrennfahrer.
Sutton wurde auf der Bahn 2004 australischer Meister im Punktefahren und 2005 im Madison. Einen weiteren nationalen Meistertitel gewann er 2005 im Straßenrennen der U23-Klasse.
Zum Jahresende 2005 fuhr Sutton als Stagiaire beim UCI ProTeam Cofidis, bei dem er für die Saisons 2006 und 2007 einen Profivertrag erhielt. Für diese Mannschaft erzielte er im März 2006 beim Grand Prix Cholet-Pays de la Loire seinen ersten internationalen Eliteerfolg. Seine größten Karriereerfolge erzielte er 2011 für Sky ProCycling mit dem Sprintsieg bei Kuurne–Brüssel–Kuurne und dem Gewinn der zweiten Etappe der Vuelta a España 2011 nach einer Attacke 800 Meter vor dem Ziel. Nach Ablauf der Saison 2015 beendete Sutton seine Karriere als Radrennfahrer.
Chris Suttons Vater ist der ehemalige Radrennfahrer und heutige Trainer Gary Sutton, sein Onkel der ehemalige Radsportler Shane Sutton, der eine Zeit lang das walisische Nationalteam trainierte.

## Erfolge
2004
- Australischer Meister – Punktefahren

2005
- Australischer Meister – Madison (mit Chris Pascoe)
- Australischer Meister – Straßenrennen (U23)
- Gran Premio della Liberazione

2006
- Grand Prix Cholet-Pays de la Loire

2007
- eine Etappe Circuit Cycliste Sarthe
- Châteauroux Classic de l’Indre
- eine Etappe Tour du Poitou-Charentes

2008
- Gesamtwertung Delta Tour Zeeland

2009
- eine Etappe Tour of Britain
- drei Etappen Herald Sun Tour

2010
- eine Etappe Tour Down Under
- eine Etappe Brixia Tour

2011
- Kuurne–Brüssel–Kuurne
- eine Etappe Vuelta a España
- eine Etappe Circuit Franco-Belge

## Teams
- 2005 Cofidis (Stagiaire)
- 2006 Cofidis
- 2007 Cofidis
- 2008 Slipstream-Chipotle / Garmin-Chipotle
- 2009 Garmin-Slipstream
- 2010 Sky Professional Cycling Team
- 2011 Sky ProCycling
- 2012 Sky ProCycling
- 2013 Sky ProCycling
- 2014 Team Sky
- 2015 Team Sky